# پولوکراس

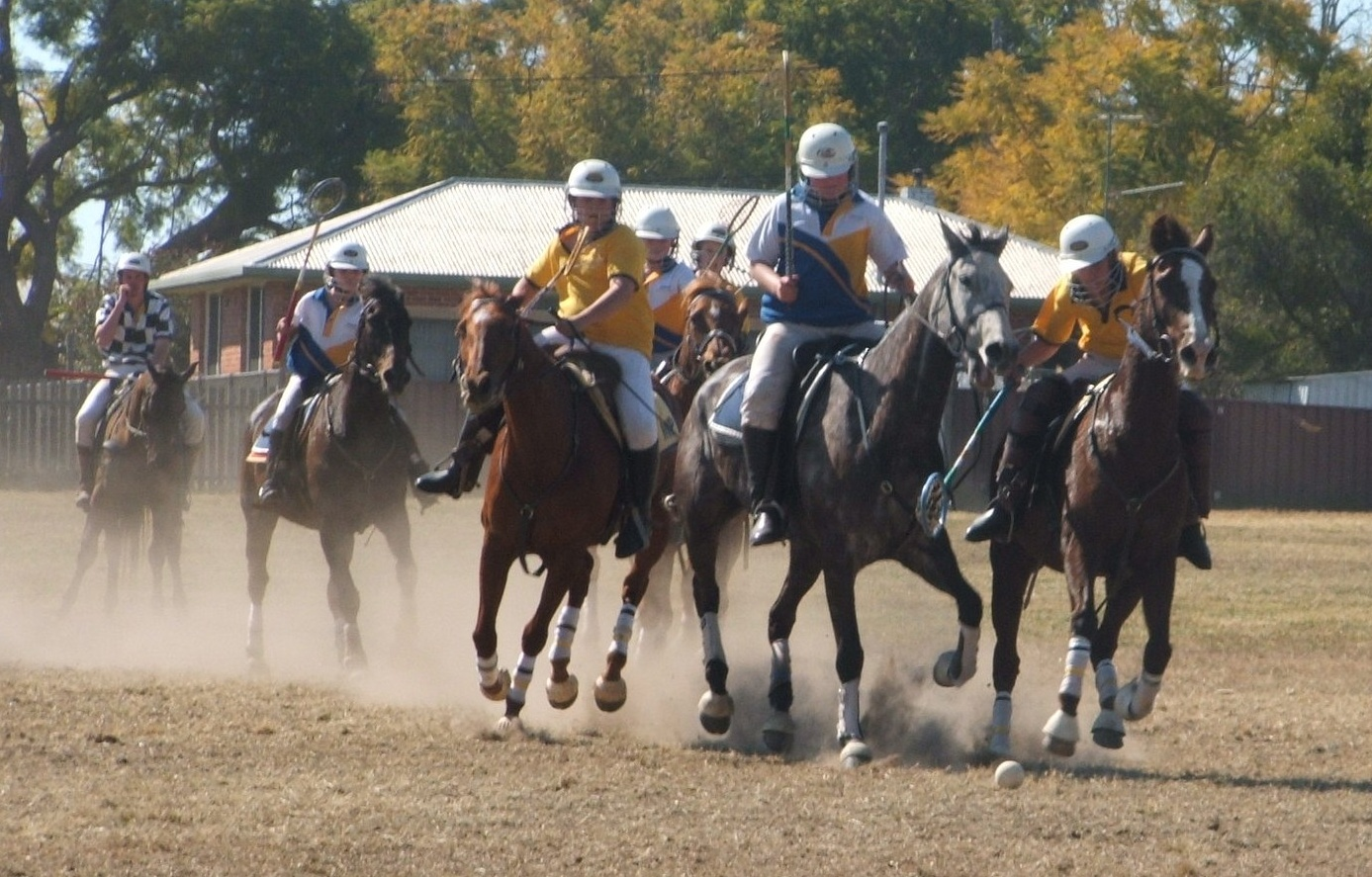
یک بازی پولوکراس در نیوولز جنوبی، استرالیا

پولوکراس (به انگلیسی: Polocrosse) ورزشی است که تقریباً در تمام دنیا به خصوص استرالیا انجام می‌شود. این ورزش دارای قوانینی است که می‌توان آن‌ها را مشابه قوانین ورزش چوگان دانست. بازیکنان در حالی که بر روی اسب سوار هستند باید با دستهٔ بازی که از جنس چوب است، توپ پلاستیکی بازی (که قطر آن حدود ۴ اینچ می‌باشد) را داخل دروازهٔ تیم مقابل کنند. تیمی که بیشترین امتیاز را به دست بیاورد برندهٔ بازی می‌شود.

## جستارهای وابسه
- چوگان